# Radio Italia TV
Radio Italia TV è un canale televisivo italiano musicale, versione televisiva dell'emittente radiofonica Radio Italia.

## Storia

### Anni 2000
Radio Italia TV nasce il 15 aprile 2004, proponendosi come alternativa gratuita all'emittente a pagamento Video Italia, quindi come canale dedicato alla musica italiana. In questo decennio, Radio Italia TV è ricevibile sul digitale terrestre in chiaro, nel multiplex Dfree e sul satellite in modalità FTA (free to air), ossia visibile in chiaro e su una qualunque piattaforma satellitare. Su Sky, l'emittente è memorizzata sul canale 858.
Dal 2005, Radio Italia TV abbandona il digitale terrestre, rimanendo visibile 24 ore su 24 solo via satellite, e trasmettendo in syndication su alcune televisioni locali per una parte della giornata.
Il canale propone conduzioni, programmi e musica rivolti ai giovanissimi; oltre alle classifiche, in onda tutti i giorni, il palinsesto offre informazione e interviste grazie alla collaborazione con Radio Italia.
Negli anni successivi, le televendite assumono un peso maggiore nella programmazione rispetto ai video musicali italiani. Il 1º luglio 2009 terminano le trasmissioni di Radio Italia TV che dunque abbandona la frequenza satellitare e cessa di esistere.

### Anni 2010
Radio Italia TV rinasce il 4 marzo 2011: anche questa volta l'emittente è completamente gratuita. È visibile sul canale 70 del digitale terrestre, rivolgendosi a un pubblico di ragazzi e giovani adulti.
Dal 1º gennaio 2013 Radio Italia TV effettua un radicale cambiamento, inglobando nella propria programmazione i contenuti del canale Video Italia che era stato chiuso definitivamente il giorno precedente.
Il 19 ottobre 2013 Radio Italia TV riacquisisce la frequenza satellitare di Hot Bird, sulla quale trasmette in modalità free to air e di conseguenza è visibile da quella data in tutta Europa, in Medio Oriente e in Nordafrica. L'emittente viene quindi inserita nelle piattaforme satellitari: Sky Italia assegna a Radio Italia TV la posizione 725 sui propri set-top box, mentre Tivùsat gli assegna la numerazione automatica 35.
L'emittente trasmetteva nel tradizionale formato 4:3, talvolta utilizzando la modalità letterbox per i videoclip girati in 16:9, talvolta tagliando o deformando i videoclip. In data 18 settembre 2015 Radio Italia TV inizia a trasmettere regolarmente nel formato panoramico 16:9, ma i videoclip musicali in 4:3 continuano ad essere tagliati o schiacciati dalle bande nere.
Dal 18 gennaio 2017 il canale trasmette in HD nativo su Tivùsat e su Sky.
Dal 27 gennaio 2017 il canale trasmette in HD nativo anche sul digitale terrestre, sul canale 570, veicolato da vari mux locali.
Il 25 luglio 2017 chiude la versione SD del canale sul satellite. 

### Anni 2020
Dal 27 giugno 2020, il canale rinnova logo e grafica. Per l'occasione viene organizzato l'evento Radio Italia Ora, durante il quale alcuni artisti noti del panorama musicale italiano hanno ciascuno a disposizione uno spazio della durata di un'ora ciascuno per condurre e proporre le proprie scelte musicali. Esso viene riproposto anche nel 2021 con nuovi artisti e personaggi famosi del mondo dello spettacolo.
Il 2 gennaio 2021 la versione HD sul digitale terrestre viene chiusa. Il 7 marzo 2022 il canale torna a trasmettere in HD anche sul digitale terrestre cessando così le trasmissioni in SD.
È possibile vedere anche la versione della radiovisione anche sull app di radio italia e sul sito di radio italia. 

## Conduttori
Conducono o partecipano in maniera fissa a trasmissioni di Radio Italia TV (molti sono anche speaker radiofonici dell'emittente di riferimento), tra cui Mario Volanti, Francesco Cataldo, Mauro Marino, Manola Moslehi, Giulia Penna, Daniela Cappelletti, Luca Ward.
In passato facevano parte dell'emittente anche Simone Annicchiarico, Serena Rossi, Enrico Ruggeri, Belén Rodríguez.

## Trasmissioni
- Classifica italiana
- Disco Italia
- Radio Italia Live
- Radio Italia Live - Il concerto (Tappe Milano e Palermo)
- Intervista della settimana

## Loghi

4 marzo 2011 - 27 giugno 2020
In uso dal 27 giugno 2020

## Ascolti

### Share mensile
Giorno medio mensile su target individui 4+.
| Anno | Gen   | Feb   | Mar   | Apr   | Mag   | Giu   | Lug   | Ago   | Set   | Ott   | Nov   | Dic   | Media anno |
| ---- | ----- | ----- | ----- | ----- | ----- | ----- | ----- | ----- | ----- | ----- | ----- | ----- | ---------- |
| 2011 | -     | -     | -     | -     | -     | -     | -     | -     | -     | -     | -     | 0,08% |            |
| 2012 | 0,07% | 0,08% | 0,08% | 0,10% | 0,13% | 0,15% | 0,19% | 0,17% | 0,16% | 0,16% | 0,16% | 0,19% | 0,13%      |
| 2013 | 0,16% | 0,14% | 0,16% | 0,19% | 0,19% | 0,22% | 0,23% | 0,23% | 0,20% | 0,18% | 0,19% | 0,23% | 0,19%      |
| 2014 | 0,18% | 0,16% | 0,16% | 0,20% | 0,17% | 0,22% | 0,19% | 0,22% | 0,21% | 0,20% | 0,18% | 0,20% | 0,19%      |
| 2015 | 0,17% | 0,17% | 0,20% | 0,23% | 0,23% | 0,25% | 0,24% | 0,24% | 0,20% | 0,19% | 0,17% | 0,24% | 0,21%      |
| 2016 | 0,18% | 0,20% | 0,25% | 0,25% | 0,25% | 0,25% | 0,21% | 0,18% | 0,21% | 0,20% | 0,24% | 0,25% | 0,22%      |
| 2017 | 0,19% | 0,19% | 0,24% | 0,18% | 0,18% | 0,24% | 0,30% | 0,25% | 0,19% | 0,22% | 0,20% | 0,22% | 0,22%      |
| 2018 | 0,19% | 0,18% | 0,19% | 0,22% | 0,21% | 0,24% | 0,25% | 0,26% | 0,22% | 0,20% | 0,20% | 0,22% | 0,22%      |
| 2019 | 0,20% | 0,22% | 0,22% | 0,20% | 0,20% | 0,26% | 0,26% | 0,26% | 0,22% | 0,21% | 0,17% | 0,20% | 0,22%      |
| 2020 | 0,17% | 0,16% | 0,19% | 0,21% | 0,21% | 0,21% | 0,23% | 0,25% | 0,18% | 0,17% | 0,15% | 0,17% | 0,19%      |
| 2021 | 0,18% | 0,17% | 0,17% | 0,19% | 0,19% | 0,20% | 0,21% | 0,21% | 0,19% | 0,17% | 0,16% | 0,16% | 0,18%      |
| 2022 | 0,15% | 0,19% | 0,18% | 0,20% | 0,24% | -     | 0,23% | 0,25% | 0,17% | 0,18% | 0,16% | 0,19% | 0,19%      |
| 2023 | 0,19% | 0,20% | 0,20% | 0,21% | 0,21% | 0,24% | 0,31% | 0,30% | 0,24% | 0,23% | 0,18% | 0,22% | 0,23%      |
| 2024 | 0,19% | 0,19% | 0,20% | 0,20% | 0,21% | 0,25% | 0,25% | 0,24% | 0,22% | 0,21% | 0,20% | 0,25% | 0,22%      |
| 2025 | 0,22% | 0,21% | 0,25% | 0,25% | 0,25% | 0,32% |       |       |       |       |       |       |            |